# Dietrich Segebrecht
Dietrich Segebrecht (* 16. Dezember 1934 in Neuruppin; † 9. Februar 2003 in Bremen) war ein deutscher Buchhändler, Bibliothekar, Journalist, Autor und Kleinkünstler.

## Biografie
Nach seiner Tätigkeit zunächst als Buchhändler legte Segebrecht sein bibliothekarisches Diplom-Examen 1960 in Hamburg ab. Danach war er in Lübeck tätig. Von 1963 bis 1966 war er Redakteur der bibliothekarischen Fachzeitschrift BuB für den Besprechungsteil; danach bis 1972 bei der Frankfurter Allgemeine Zeitung (Literaturblatt) als Feuilletonredakteur tätig. 1973 wechselte er erneut zu BuB nach Reutlingen und wurde von den beteiligten bibliothekarischen Gremien zum Chefredakteur gewählt.
Segebrecht veröffentlichte zahlreiche Rezensionen in Zeitungen und Zeitschriften, Beiträge in Anthologien; er schrieb Texte, Lyrik, Hörspiele und Theaterstücke, verfasste Kleinkunstprogramme und gab zudem diverse Schriften heraus.

## Veröffentlichungen in Auswahl
- Hanns-Hermann Kersten: Ich fürchte, ich bin schiefgegangen. Gedichte und Aphorismen mit einer Handvoll Memorabilien. Hrsg. von Dietrich Segebrecht. Klöpfer und Meyer, Tübingen 2007, ISBN 978-3-937667-96-6.
- Wo die guten Dinge sind . [zwölf Couplets]. gereimt von Dietrich Segebrecht. Bebildert von Ulrich Franz. Mit einem Notenbeispiel von Gottfried Stramm. Ed. Kreydenweisz, Reutlingen 1997.
- Konzert eines Lebens. Ein freundschaftliches Requiem für Otto F. Gmelin. veranstaltet von Hellmut G. Haasis und Dietrich Segebrecht am Freitag, 14. Juni 1996. Der Freiheitsbaum, Paris u. a. 1996.
- Günter Bruno Fuchs in Reutlingen 1952–1958: Beruf: „Maurer, nun Schriftsteller“. Dt. Schillerges., Marbach am Neckar 1992, ISBN 3-928882-65-1.
- ... dann werden Sie sehen, wie das Poetische mit dem Mathematischen zusammenfließt / Max Bense im Gespräch mit Dietrich Segebrecht. Interview. In: RT.-Art-Quartal : Reutlinger Ausstellungsvorschau : Reutlingen, Tübingen, Neckar-Alb. Schulz, Reutlingen 1988, ZDB-ID 2016252-2, S. 50–52.
- als Hrsg.: Buchstapfen: Buch und Bibliothek – etwas außerhalb. Bock und Herchen, Bad Honnef 1982, ISBN 3-88347-105-4.
- mit Ulrich Raschke: Bibliothekare als Gesinnungsstraftäter : BuB-Gespräch mit Richard Schmid über die möglichen Folgen des neuen StGB-Paragraphen 88a. In: Buch und Bibliothek : BuB : Medien, Kommunikation, Kultur: Fachzeitschrift des BIB, Berufsverband Information Bibliothek e.V. Band 28, Nr. 4, 1976, ISSN 0340-0301, 4, S. 289–298.
- Sprachlose Wortwelt – 'der sechtes sinn': ein Texte-Buch von Konrad Bayer, Sprachexperimente aus Wien. In: Geschichte der deutschen Literatur aus Methoden. Band 3: Westdeutsche Literatur von 1945 bis 1971. Athenäum-Fischer-Taschenbuch-Verlag, Frankfurt am Main 1972, ISBN 3-8072-2032-1, S. 184–187.
- Mit sieben Siegeln beschlagen: Arno Schmidts entfesseltes Kunstwerk „Zettel’s Traum“; nur für die 390 Eingeweihten zu entziffern. In: Frankfurter Allgemeine Zeitung. Literaturblatt. 1. August 1970, Nr. 175.

## Theaterstücke
- 1983: Nenn mich nicht Narr, bis mich das Glück segnet, Ein Clownsstück
- 1987: Mauerschau, Ein Stück Berlin
- 1991: Sauschwanz an Violoncellchen, Mozarts Bäsle-Briefe
- 1997: Immer Ärger mit Harry, Heinrich Heine und die Schwaben
- 1998: Eigentlich ist ja doch jeder Schauspieler, Fontane-Theater
- 1999: Wir sind wieder. Wer?, Ein Textpotpourri mit Liedern zum 50. Jahrestag der Republik
- 2000: Ich hab kein Geld, bin vogelfrei, Bittschreiben, Brandbriefe, Bettellieder

## Hörspiele
- 1972: Ulrich Raschke, Dietrich Segebrecht: Straßenbahn, Ein Dampfradiostück um und für die Elektrische – Regie: Claus Villinger (SDR)
- 1973: Ulrich Raschke, Dietrich Segebrecht: Rätsel – Regie: Claus Villinger (SWF)
- 1976: Ulrich Raschke, Dietrich Segebrecht: Hallo, hören Sie? Hörspiel-Collage zum 100. Geburtstag des Telefons – Regie: Claus Villinger (SDR)
- 1977: In mein´ Verein bin ich hineingetreten
- 1984: Wer hat dich, du schöner Wald

## Tonträger / Rundfunkbeiträge
- 1989: Daniil Charms: Mehr ist dazu eigentlich nicht zu sagen
- 1984: Rundfunkfeature: Wer hat dich, du schöner Wald, SDR